# زيروناوات
الزيروناوات (الاسم العلمي: Xyridoideae) هي أسرة من النباتات تتبع الفصيلة الزيرونية من رتبة القبئيات.

## أجناس الزيروناوات
- الزيرون
  - الزيرون